# Holme-Tranbjerg Kommune
Holme-Tranbjerg Kommune var en dansk sognekommune i Århus Amt fra 1842 til 1970. Kommunen bestod af Holme og Tranbjerg Sogne. Da Skåde Sogn i 1949 blev udskilt fra Holme Sogn, indgik det nye sogn også i Holme-Tranbjerg Kommune. Kommunen blev ved kommunalreformen i 1970 indlemmet i Aarhus Kommune. Efter strukturreformen i 2007 ligger den tidligere Holme-Tranbjerg Kommune fortsat i Aarhus Kommune.